# Die Autonomie
Die Autonomie (no idioma alemão, A Autonomia) foi um periódico libertário publicado no idioma alemão, nos Estados Unidos e na Inglaterra, no final do século XIX e início do século XX. Colaboraram para sua publicação Emma Goldman e Alexander Berkman após abandonarem o jornal Die Freiheit por desentendimentos com seu editor, Johann Most.